# Massospondylidae

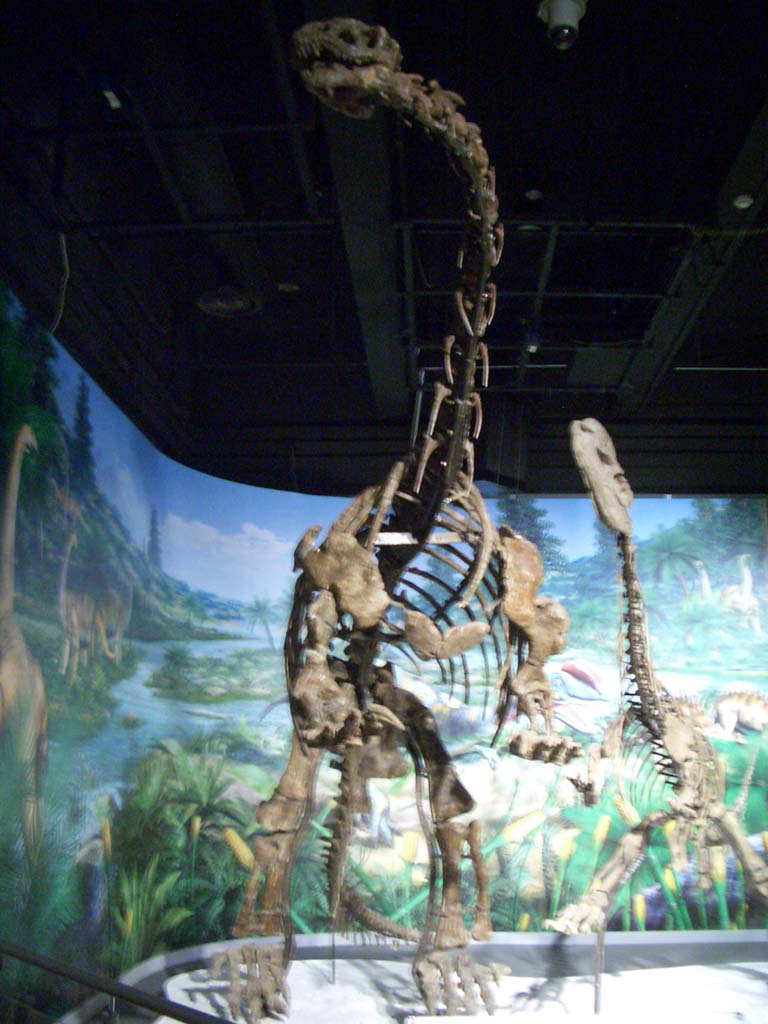
Jingshanosaurus xinwaensis

De Massospondylidae zijn een groep dinosauriërs behorend tot de Sauropodomorpha.
Een familie Massospondylidae werd voor het eerst benoemd door Galton in 1990 om Massospondylus een plaats te geven, toen als enige geslacht in dat taxon. Von Huene, in 1914 de beschrijver van Massospondylus, geldt dus als eerste naamgever.
Een klade Massospondylidae werd voor het eerst gedefinieerd door Paul Sereno in 1998 als de groep bestaande uit Massospondylus carinatus en alle Prosauropoda nauwer vewant aan Massospondylus dan aan Plateosaurus engelhardti. In de jaren daarna werd het steeds duidelijker dat de Prosauropoda in hun traditionele opvatting weleens een parafyletische groep zouden kunnen zijn en de definitie van 1998 mogelijkerwijs alle Sauropoda samen met de meer afgeleide Massopsondylus en diens verwanten zou kunnen verenigen. Dat was echter niet zoals het concept normaliter werd opgevat, als aanduiding van alleen de nauwste verwanten van Massospondylus. Daarom gaf Sereno in 2005 een nieuwe definitie die de sauropoden expliciet uitsluit: de groep bestande uit Massospondylus carinatus Owen 1854 en alle soorten nauwer verwant aan Massospondylus dan aan Plateosaurus engelhardti Meyer 1837 of Saltasaurus loricatus Bonaparte and Powell 1980.
De oudste bekende massospondylide is vermoedelijk Lufengosaurus hueni uit het Rhaetien van China; de jongste Massospondylus zelf uit het Pliensbachien. Yunnanosaurus uit China en Glacialisaurus uit Antarctica zijn andere mogelijke soorten. Het gaat om sauropoden met een vrij platte schedel.
Tot de Massospondylidae worden gerekend:
- Adeopapposaurus
- Coloradisaurus
- Glacialisaurus
- Jingshanosaurus
- Lufengosaurus
- Massospondylus
- Yunnanosaurus
- Leyesaurus